# سيلفستر دونوفان ريان
سيلفستر دونوفان ريان (بالإنجليزية: Sylvester Donovan Ryan)‏ هو كاهن كاثوليكي أمريكي، ولد في 3 سبتمبر 1930 في أفالون في الولايات المتحدة.